# Đuro Hranić
Đuro Hranić (Vinkovci, 20 marzo 1961) è un arcivescovo cattolico croato, dal 18 aprile 2013 arcivescovo metropolita di Đakovo-Osijek.

## Biografia

### Formazione e ministero sacerdotale
Dopo essere entrato nel seminario di Đakovo nel 1977, è stato ordinato sacerdote il 29 giugno 1986. 
Successivamente dal 1987 al 1993 ha frequentato la facoltà di teologia della Pontificia Università Gregoriana, conseguendo la laurea in dogmatica.
Dal 1993 ha ricoperto il ruolo di docente di teologia dogmatica presso l'istituto teologico di Đakovo, e dal 1997 di vice-preside. 
Nel 1998 è stato nominato segretario generale del secondo sinodo diocesano di Đakovo-Sirmio.

### Ministero episcopale
Il 5 luglio 2001 papa Giovanni Paolo II lo ha nominato vescovo titolare di Gaudiaba e vescovo ausiliare di Đakovo. 
Il 22 settembre 2001, nella cattedrale di Đakovo, ha ricevuto la consacrazione episcopale dalle mani del vescovo Marin Srakić, co-consacranti l'arcivescovo di Zagabria Josip Bozanić e l'arcivescovo titolare di Villamagna di Tripolitania Giulio Einaudi.
Il 18 aprile 2013 papa Francesco lo ha nominato arcivescovo metropolita di Đakovo-Osijek. Il 29 giugno successivo ha ricevuto da papa Francesco il pallio arcivescovile a Roma. 
Si è insediato nella cattedrale di Đakovo il 6 luglio 2013.
All'interno della Conferenza Episcopale Croata è stato dal 2002 al 2007 presidente del consiglio per il clero e dal 2011 al 2012 presidente della commissione episcopale per il pontificio collegio croato di San Girolamo a Roma. 
Dal 2007 è presidente del consiglio per la catechesi e membro della commissione episcopale per il dialogo con la Chiesa ortodossa serba, mentre dal 2012 è membro della commissione per la scuola e la pastorale universitaria.

## Genealogia episcopale e successione apostolica
La genealogia episcopale è:
- Cardinale Scipione Rebiba
- Cardinale Giulio Antonio Santori
- Cardinale Girolamo Bernerio, O.P.
- Arcivescovo Galeazzo Sanvitale
- Cardinale Ludovico Ludovisi
- Cardinale Luigi Caetani
- Cardinale Ulderico Carpegna
- Cardinale Paluzzo Paluzzi Altieri degli Albertoni
- Papa Benedetto XIII
- Papa Benedetto XIV
- Papa Clemente XIII
- Cardinale Bernardino Giraud
- Cardinale Alessandro Mattei
- Cardinale Pietro Francesco Galleffi
- Cardinale Giacomo Filippo Fransoni
- Cardinale Carlo Sacconi
- Cardinale Edward Henry Howard
- Cardinale Mariano Rampolla del Tindaro
- Cardinale Rafael Merry del Val
- Arcivescovo Anton Bauer
- Arcivescovo Josip Antun Ujčić
- Cardinale Franjo Šeper
- Cardinale Franjo Kuharić
- Arcivescovo Marin Srakić
- Arcivescovo Đuro Hranić

La successione apostolica è:
- Vescovo Ivan Ćurić (2019)